# Mielichhoferia procera
Mielichhoferia procera är en bladmossart som beskrevs av Brotherus och Fleischer 1904. Mielichhoferia procera ingår i släktet kismossor, och familjen Bryaceae. Inga underarter finns listade i Catalogue of Life.